# Bandits de Tampa Bay (1983)
Ne doit pas être confondu avec Bandits de Tampa Bay (2022).
Les Bandits de Tampa Bay (en anglais : Tampa Bay Bandits) sont une franchise professionnelle de football américain fondée en 1983 et basée à Tampa en Floride.
La franchise était membre de l'United States Football League et a participé aux trois saisons de son existence (1983, 1984 et 1985). Les Bandits jouaient leurs matchs à domicile au Tampa Stadium.

## Historique
La franchise a été entraînée par Steve Spurrier (en), vainqueur du trophée Heisman 1966.
Les Bandits ont été la seule équipe de la défunte USFL à avoir conservé le même propriétaire (John F. Bassett), le même entraîneur (Spurrier) et le même stade (Tampa Stadium) pendant les trois saisons de la ligue.
L'acteur Burt Reynolds était un des partenaires du club et le nom « Bandits » fait référence au film Smokey and the Bandit dont il était la vedette. Ce partenariat a contribué à créer un certain engouement autour de l'équipe.
| Saison | Vic. | Déf. | Nuls | Classement saison régulière | Phase finale       |
| ------ | ---- | ---- | ---- | --------------------------- | ------------------ |
| 1983   | 11   | 7    | 0    | USFL 3e Central             | --                 |
| 1984   | 14   | 4    | 0    | USFL 2e Est - Sud           | Quart de finaliste |
| 1985   | 10   | 8    | 0    | USFL 5e Est                 | Quart de finaliste |